# Флаг Шостки
Флаг Шостки (укр. Прапор Шостки) — официальный символ города Шостка Сумской области Украины. Утверждён в 1996 году решением городского совета.

## Описание
Флаг представляет собой полотнище прямоугольной формы, состоящее из двух горизонтальных полос (верхняя голубого цвета, а нижняя зеленого). В центре стяга изображен герб города, автором которого является П. Сабинин. На этом гербе в форме щита содержится стилизованная шестерка (в верхней части), в виде намотанной пленки на черную бобину — шестерню. В нижней части изображена казацкая пороховница золотого цвета.